# Napraty

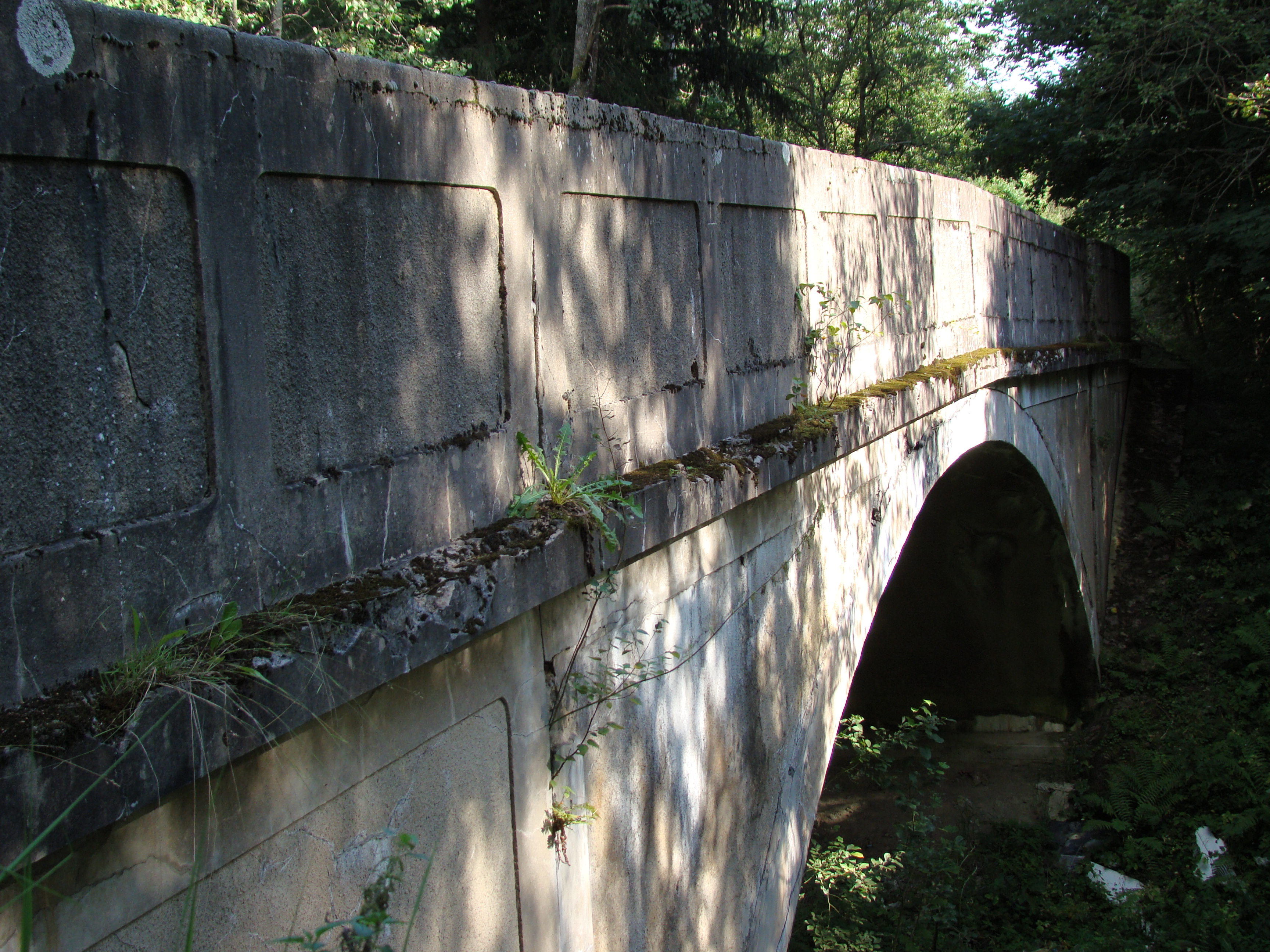
Straßenviadukt von 1916 in Napraty

Napraty (deutsch Napratten) ist ein Dorf in der polnischen Woiwodschaft Ermland-Masuren. Es gehört zur Gmina Kiwity (Landgemeinde Kiwitten) im Powiat Lidzbarski (Kreis Heilsberg).

## Geographische Lage
Napraty liegt im nördlichen Westen der Woiwodschaft Ermland-Masuren, neun Kilometer nordöstlich der Kreisstadt Lidzbark Warmiński (deutsch Heilsberg).

## Geschichte
Beim früher Napratten genannten Ort handelt es sich um ein weit gestreutes Dorf. Im Jahre 1874 wurde die Landgemeinde Napratten in den neu geschaffenen Amgtsbezirk Roggenhausen (polnisch Rogóż) eingegliedert, der bis 1945 bestand und zum ostpreußischen Kreis Heilsberg im Regierungsbezirk Königsberg gehörte.
Im Jahre 1910 waren in Napratten 246 Einwohner gemeldet. Als Wohnplatz zugehörig war das Gut Mathildenhof (polnisch Napratki). Dort wohnten 33 Menschen.
Die Zahl der Einwohner Naprattens belief sich im Jahre 1933 auf 234 und im Jahre 1939 auf 232.
Im Jahre 1945 wurde das gesamte südliche Ostpreußen in Kriegsfolge an Polen abgetreten. In diesem Zusammenhang erhielt Napratten die polnische Namensform „Napraty“. Das Dorf ist heute eine Ortschaft im Verbund der Gmina Kiwity (Landgemeinde Kiwitten) im Powiat Lidzbarski (Kreis Heilsberg), von 1975 bis 1998 der Woiwodschaft Olsztyn, seither der Woiwodschaft Ermland-Masuren zugeordnet. Im Jahre 2021 zählte Napraty 134 Einwohner.

## Persönlichkeiten des Ortes
- Otto Friedrich von der Groeben (hier geboren am 16. April 1657), kurbrandenburgischer Offizier, gründete 1683 die Kolonie und das Fort Groß  Friedrichsburg an der Goldküste in Westafrika (im heutigen Ghana) († 1728)
- Georg Heinrich von der Groeben (1630–1697), kurbrandenburgischer General, lebte kurzzeitig in Napratten

## Religion

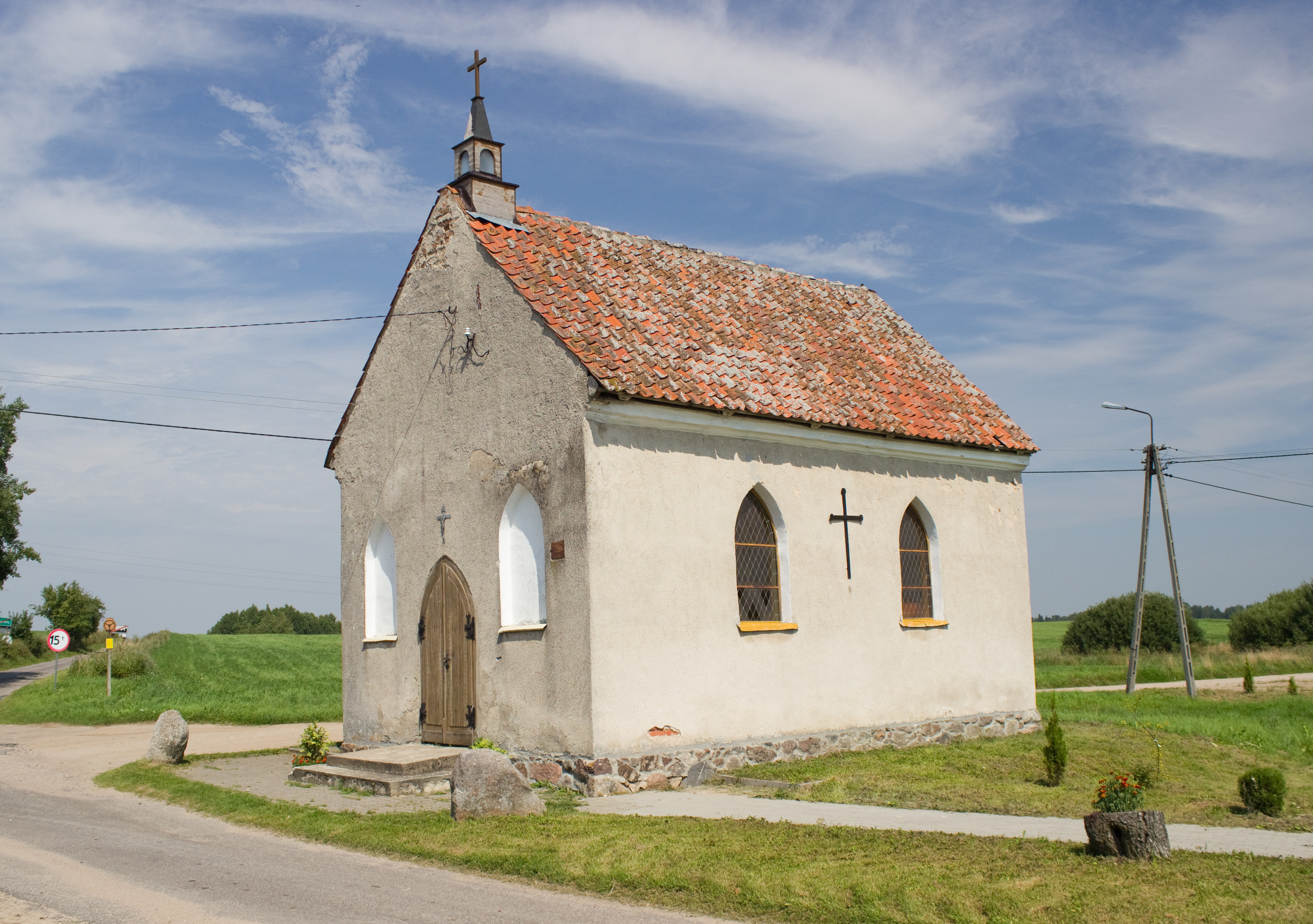
Marien-Kapelle in Napraty

Zu Beginn des 19. Jahrhunderts wurde in Napratten eine Kapelle gebaut. Das römisch-katholische Gotteshaus ist der Unbefleckten Empfängnis Mariens gewidmet. Es handelt sich um eine Filialkapelle der Pfarrei Rogóż (Roggenhausen), die heute zum Dekanat Lidzbark Warmiński im Erzbistum Ermland gehört.
Napratten war bis 1945 auch in die evangelische Kirche Heilsberg in der Kirchenprovinz Ostpreußen der Kirche der Altpreußischen Union eingepfarrt. Heute sind die evangelischen Einwohner Napratys in die Diözese Masuren der Evangelisch-Augsburgischen Kirche in Polen eingegliedert.

## Verkehr

### Straße
Napraty liegt südöstlich der verkehrsreichen polnischen Landesstraße 51 (hier im Abschnitt der einstigen deutschen Reichsstraße 142) und ist von Rogóż (Roggenhausen) aus direkt zu erreichen. Außerdem führt von der Woiwodschaftsstraße 513 bei Kiwity (Kiwitten) über Stoczek Klasztorny (Kloster Springborn) eine Nebenstraße nach Kotowo (Katzen), die durch Napraty verläuft. Schließlich führt eine andere Nebenstraße von Lidzbark Warmiński (Heilsberg) über Knipy (Knipstein) nach Krekole (Krekollen) verlaufende Straße durch Napraty.

### Schienenverkehr
Napraty verfügt über keinen Bahnanschluss. Von 1916 bis 1992 war Roggenhausen resp. Rogóż eine nahegelegene Bahnstation an der Bahnstrecke Heilsberg−Bartenstein−Friedland–Wehlau, die zuletzt nur noch als Bahnstrecke Lidzbark Warmiński–Bartoszyce von der Polnischen Staatsbahn befahren wurde. Naheliegend war bis 1945 auch die Bahnstation Kerwienen-Springborn an der Bahnstrecke Schlobitten–Wormditt–Heilsberg–Bischdorf–Angerburg, die nach dem Krieg nicht mehr reaktiviert wurde.